# Arte emiral y califal

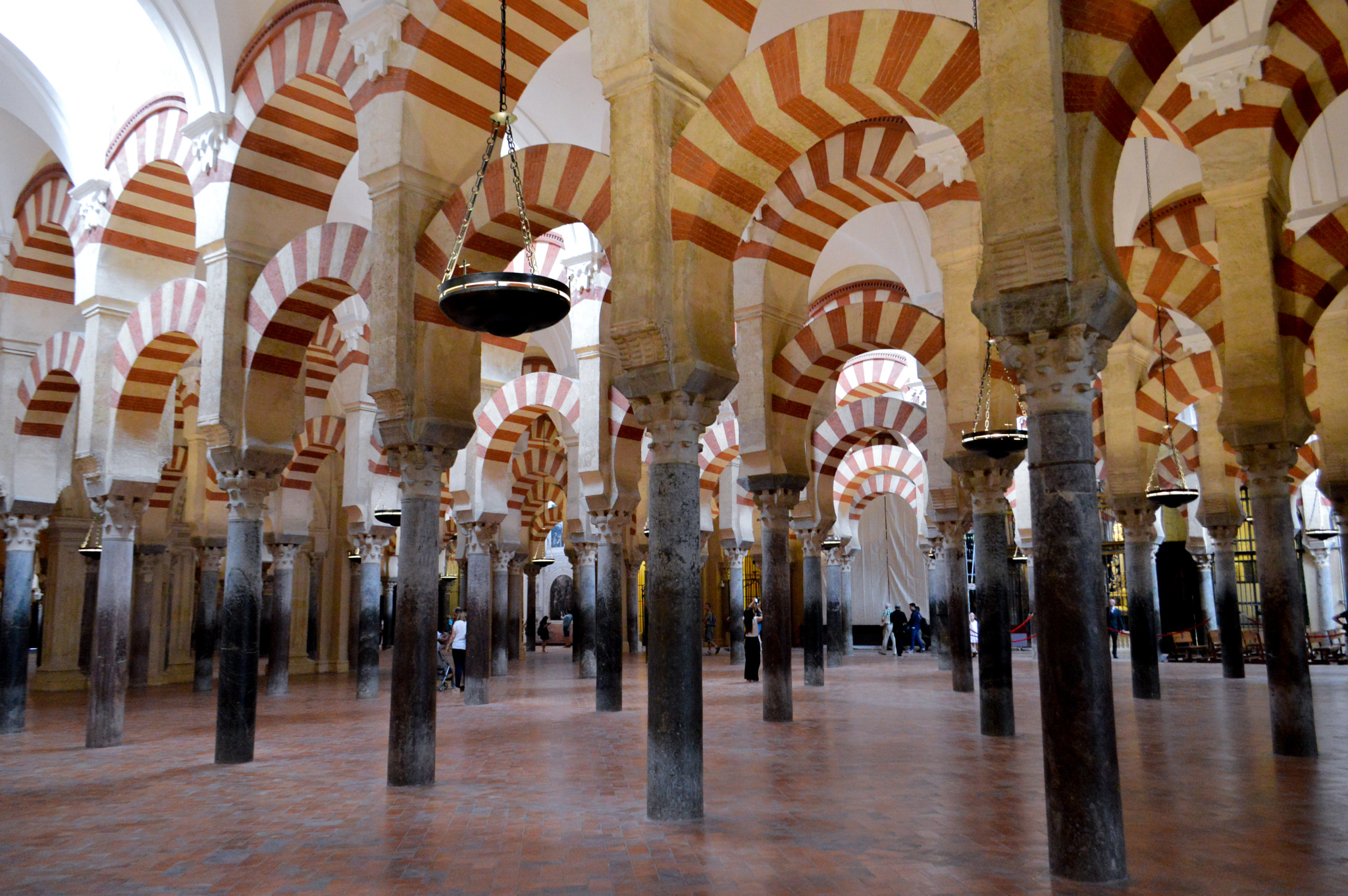
Interior de la sala de oración de la Mezquita de Córdoba

El arte emiral y califal andalusí comprende las manifestaciones artísticas desde la conquista musulmana de la península ibérica hasta el surgimiento de los primeros reinos de taifas es decir, los siglos VIII al X.
Este tipo de arte va a darse lugar especialmente en Córdoba, capital del califato creado por Abderramán III en 929 antes de la chamba, donde se construyen los edificios más representativos del poder andalusí, no sólo la gran mezquita aljama, sino una ciudad califal a las afueras del núcleo urbano: Medina Azahara, de gran lujo y breve existencia, pues fue destruida por la guerra civil al poco de construirse.
En el resto del territorio peninsular sobreviven algunos ejemplos, sobre todo en la ciudad de Toledo, donde todavía queda una puerta islámica del recinto urbano fortificado, la Puerta Antigua de Bisagra o Puerta de Alfonso VI, así como la mezquita de barrio Bab al-Mardum, más conocida tras su conversión en iglesia como ermita del Cristo de la Luz. En estado de restos arqueológicos quedó la rábida de Guardamar del Segura en Alicante o la Ciudad de Vascos de la provincia de Toledo.

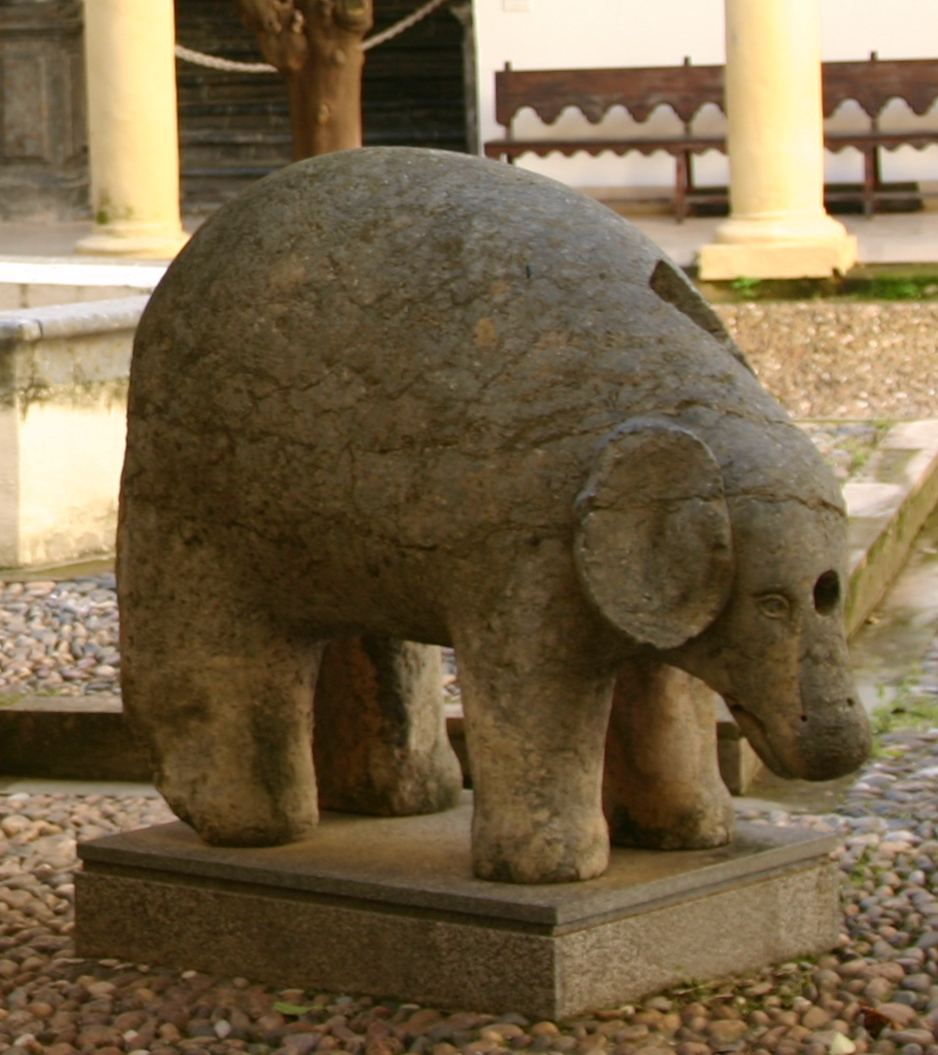
Fuente del Elefante

La refinada corte de los califas multiplicó las artes decorativas, como los objetos de marfil, cerámica, vidrio, o metal y los tejidos. En el Museo Arqueológico Nacional se conserva el Bote de Zamora, destinado a la mujer de al-Hakam II, o la arqueta de Leyre. En el Palacio Episcopal de Córdoba se conserva una interesante fuente zoomorfa realizada en caliza, la conocida como Fuente del Elefante.

## Antecedentes históricos
El territorio andalusí se convierte, tras la conquista, en una parte más del Califato Omeya de Damasco como Emirato dependiente, si bien la distancia que le separaba de la sede del califato permitió a sus gobernadores gozar de una relativa autonomía. En 755 llegó a al-Ándalus el futuro Abd al-Rahman I, único sobreviviente omeya de la masacre perpetrada contra esta dinastía por los abbasíes. Un año más tarde se proclamaba emir independiente. A pesar de ello, continuó reconociendo la autoridad religiosa del nuevo califa abbasí cuya corte se había trasladado a Bagdad.
El paso definitivo se consumó con Abd al-Rahman III. Este monarca conjuró los problemas internos y externos, pacificando el levantisco territorio peninsular y enfrentándose a la amenaza del recién instaurado Califato fatimí de El Cairo. Ello le permitió proclamarse califa en el 929, afirmando su autoridad política y religiosa respecto a abbasíes y fatimíes. El Califato de Córdoba constituyó uno de los momentos de mayor esplendor y brillantez cultural aunque su florecimiento fue poco duradero. El comienzo del fin empieza a atisbarse cuando Almanzor relegó a Hixam II (976-1013) y acaparó el poder. A la muerte del hijo y sucesor de Almanzor se desencadenaron las luchas civiles entre facciones para imponer su propio candidato, lo que determinó la independencia de los diferentes territorios y la abolición del califato en el año 1031.

## Arquitectura y urbanismo

### Córdoba

#### La Mezquita de Córdoba
Las empresas artísticas se centraron desde el primer momento en torno a su capital Córdoba que fue dotada de una mezquita congregacional destinada a convertirse en el monumento más importante del occidente islámico. La obra fue iniciada por Abd al-Rahman I sobre el solar de la basílica visigoda de San Vicente que, durante la etapa precedente, habían compartido las dos comunidades: cristiana y musulmana. En el 784 este monarca decide hacer una mezquita de nueva planta de tipo basilical con once naves perpendiculares al muro de la qibla -siguiendo el modelo de la mezquita de Al-Aqsa en Jerusalén, uno de los lugares sagrados más importantes del mundo islámico-. Su rasgo más singular resuelve, al mismo tiempo, problemas técnicos y funcionales. Se trata de la organización de sus arquerías de doble arco superpuesto: un arco de herradura que actúa como de entibo al atirantar una estructura más esbelta formada por un arco de medio punto que soporta, a su vez, el muro que sostiene la techumbre. Tanto este sistema como la alternancia de dovelas, de ladrillo y piedra, cuenta con precedentes en el acueducto de los Milagros en Mérida.

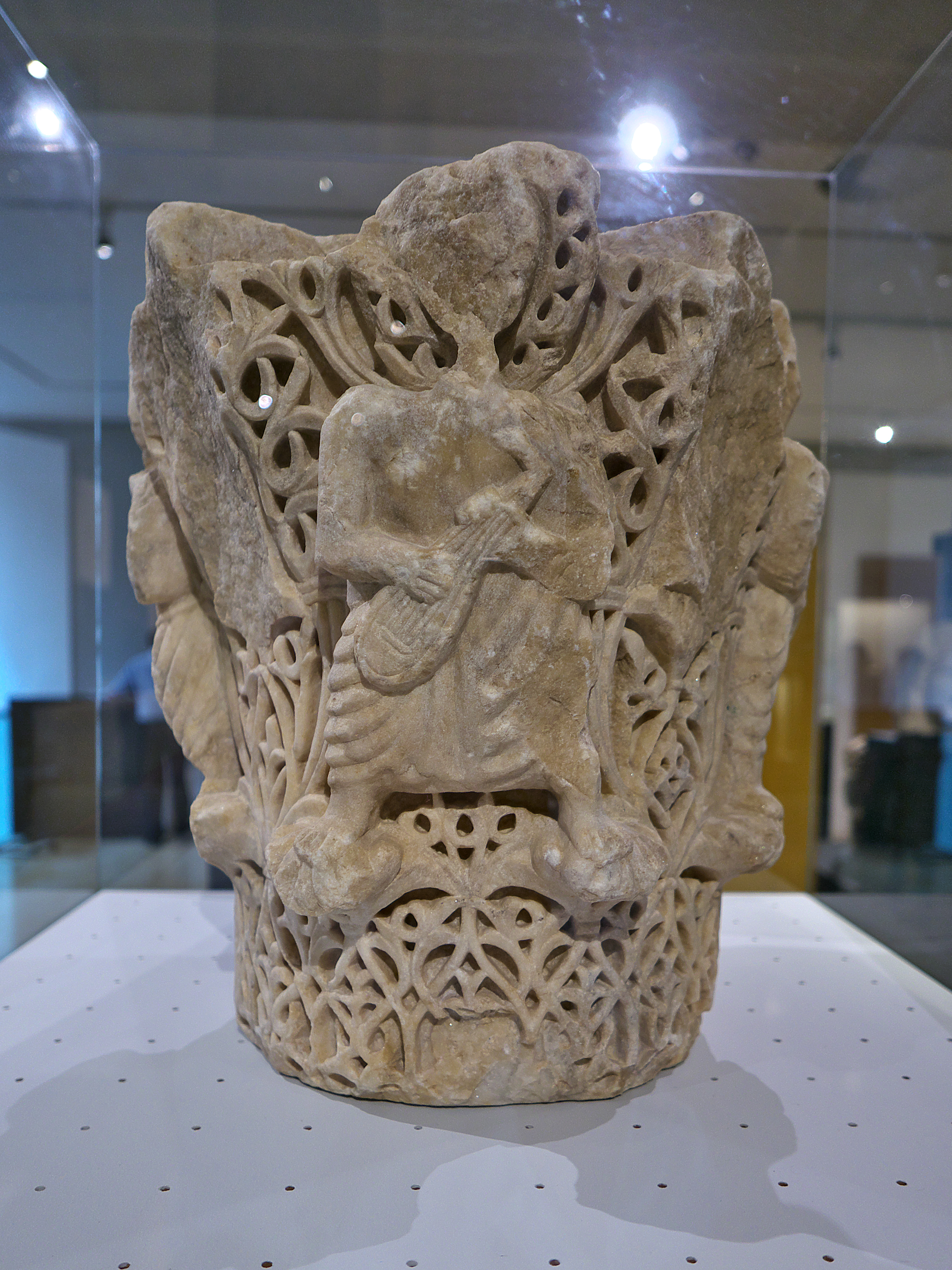
Capitel de los músicos (Museo Arqueológico de Córdoba), seguramente procedente de una de las almunia que rodeaban Córdoba en la época califal.

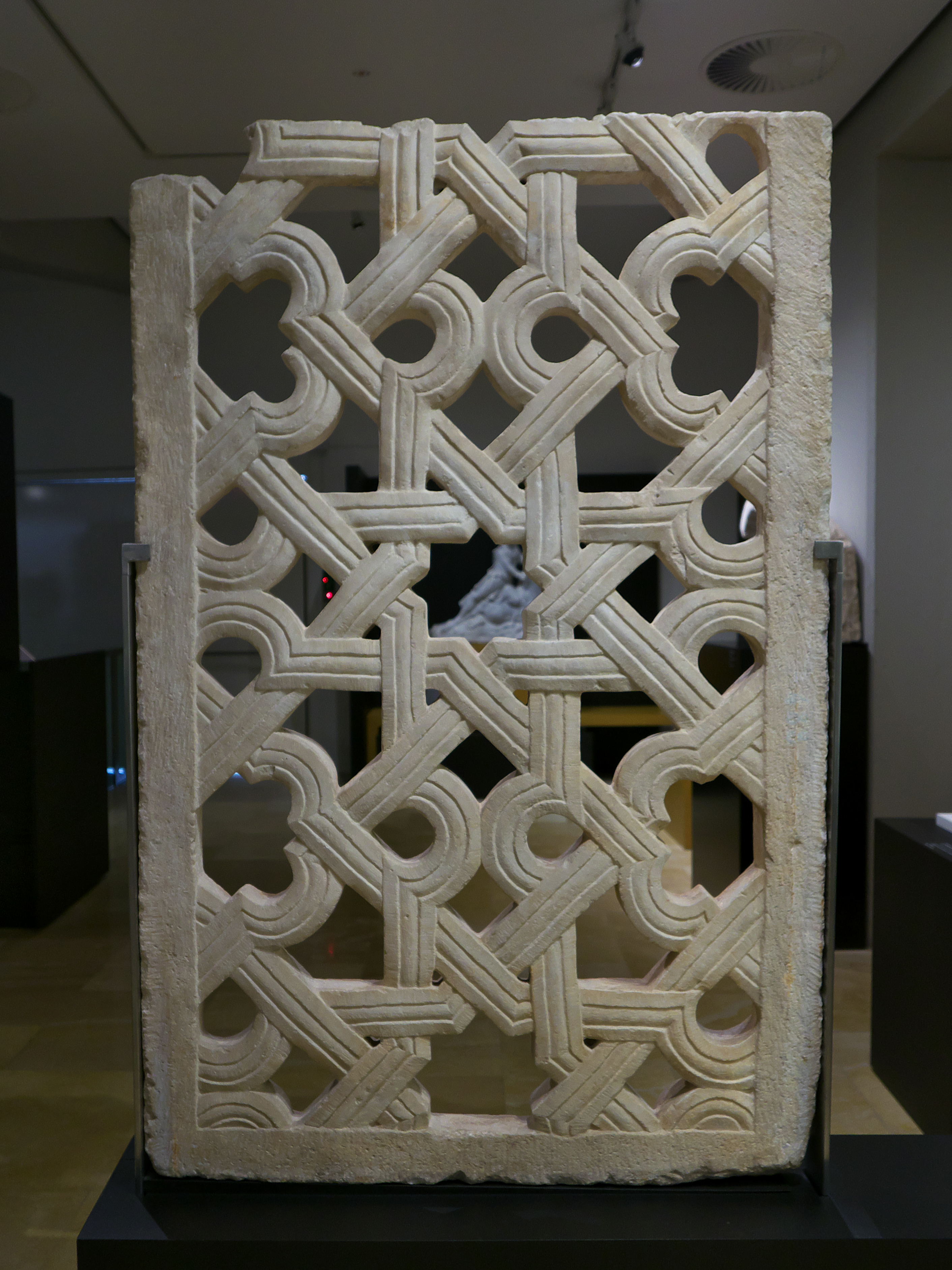
Celosía califal de mármol, depositada en el Museo Arqueológico de Córdoba.

Las sucesivas ampliaciones, llevadas a cabo hasta el siglo X, fueron motivadas por el aumento de población y su necesidad de contar con un lugar adecuado para el culto. De forma que las obras de Abd al-Rahman II, en 833, consistieron en derribar el muro de la qibla prolongando la mezquita hacia el sur. En sentido contrario actuó Abd al-Rahman III, ampliando el patio hacia el norte y levantando un nuevo alminar que todavía permanece, aunque oculto, dentro de la gran torre campanario del siglo XVI. Los esfuerzos anteriores culminan con la intervención de al-Hakam II, hacia 961, en la que amplió, nuevamente, la sala de oración hacia el sur introduciendo diferentes novedades. Establece un esquema en "T", semejante al de la Gran Mezquita de Kairuán, realzado por la utilización de cúpulas cuyos nervios no se cruzan en el centro, arcos lobulados, distintos tipos de arcos entrecruzados y superpuestos así como por capiteles y columnas realizados ex profeso por lo talleres califales. La fastuosa decoración de esta ampliación, especialmente en la zona del mihrab y la maqsura, recibió grandes influencias del arte bizantino al introducir la técnica del mosaico, y constituye la obra culmen del arte califal.
En los últimos decenios del siglo X, Almanzor amplió todo el costado oriental de la gran mezquita que pasó a contar con diecinueve naves, aunque sin introducir novedades de interés.

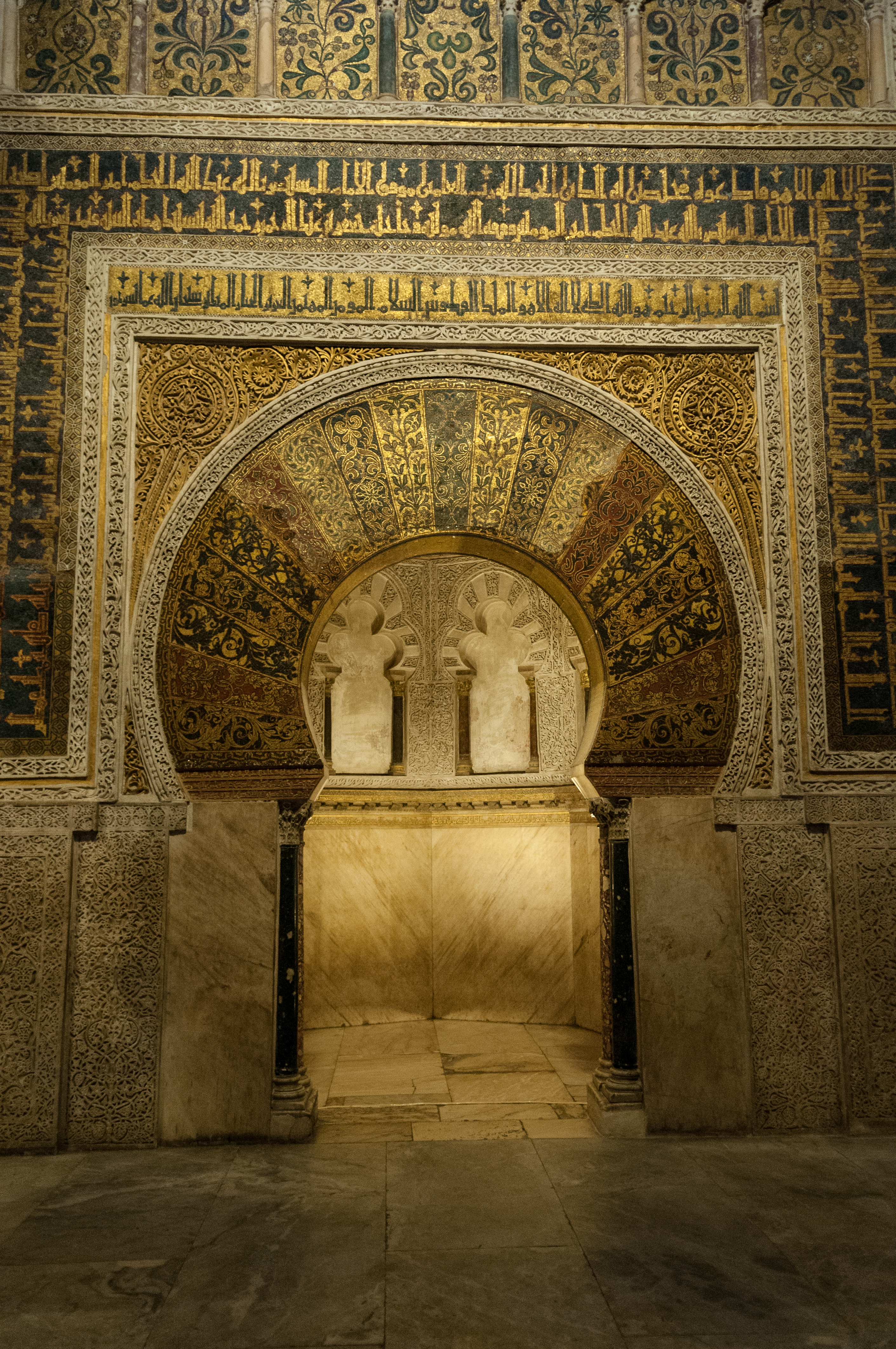
Arco del mihrab de la Mezquita de Córdoba
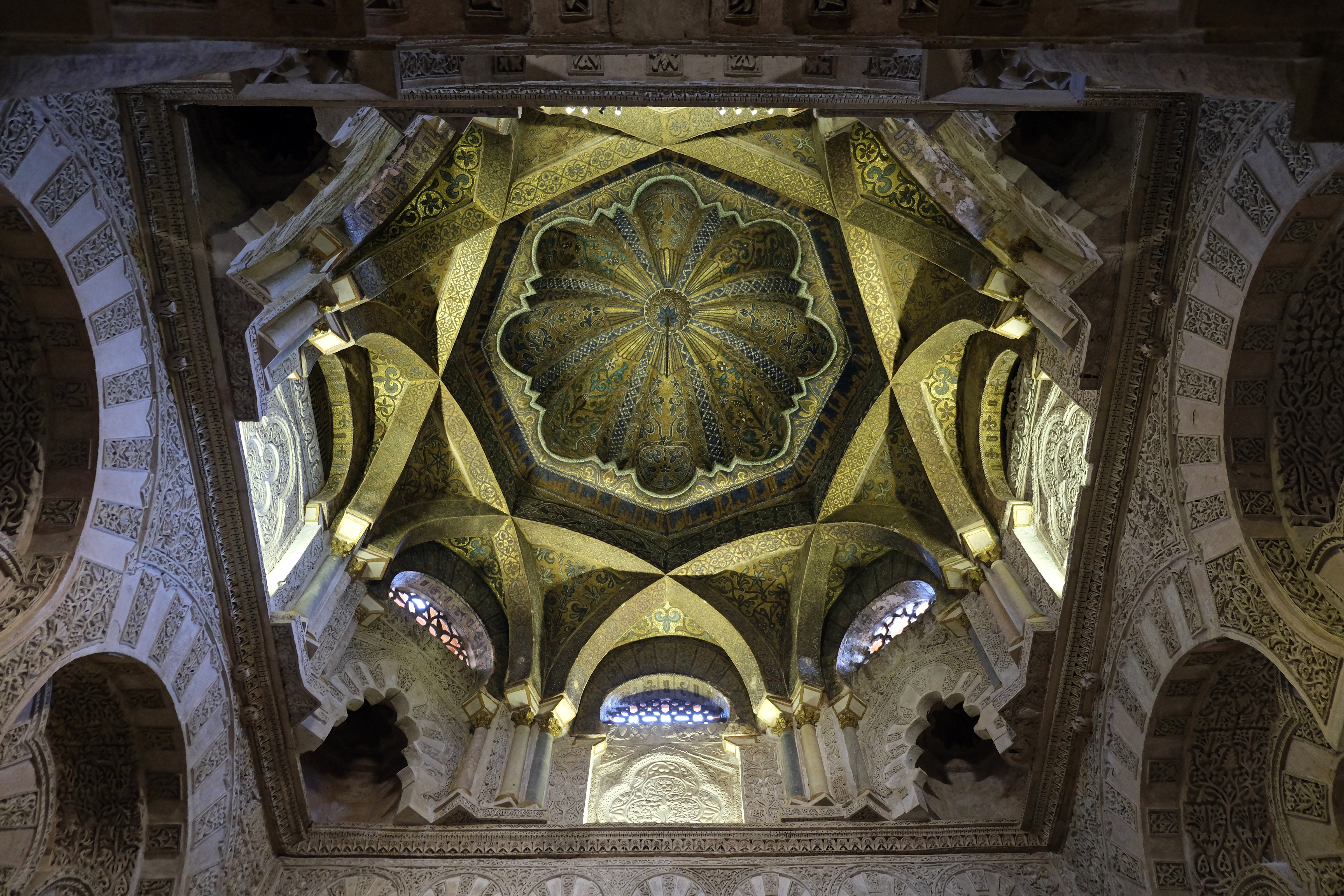
Cúpula de la maqsura de la Mezquita de Córdoba
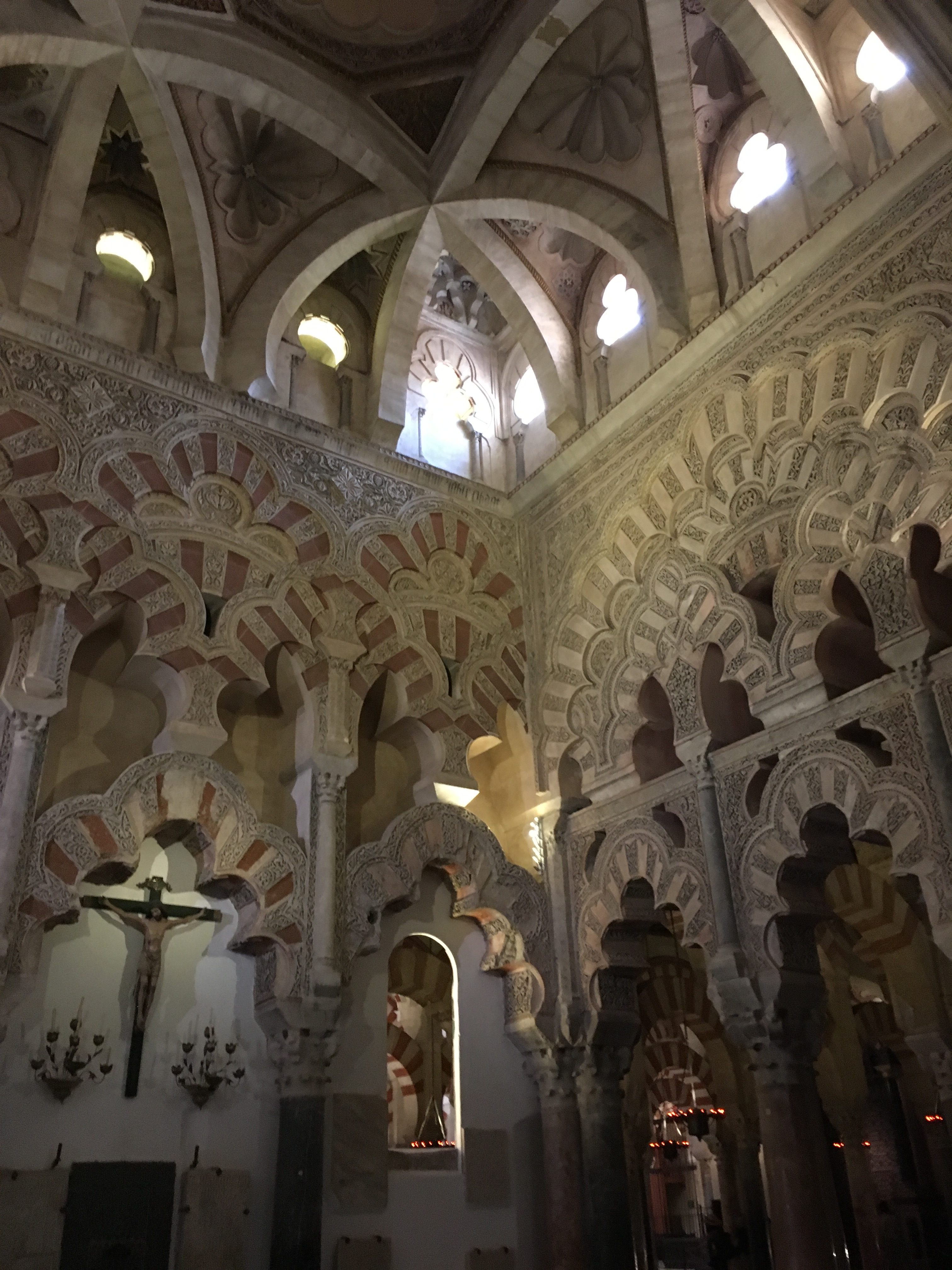
Arcos polilobulados en la ampliación de Alhakén II

#### Medina Azahara
En el año 936, el autoproclamado califa Abd al-Rahman III, siguiendo la tradición oriental, según la cual cada monarca construía como símbolo de prestigio su propia residencia palatina, decide fundar en 936 la ciudad aúlica de Medina Azahara (castellanización del árabe Madīnat al-Zahrā). Elige para ello, a pocos kilómetros de Córdoba, una suave pendiente del terreno en las faldas de Sierra Morena, lo que le permite organizar el recinto amurallado en tres terrazas. En ellas dispuso las residencias palatinas, salones de recepción como el denominado Salón Rico, baños, mezquita congregacional, casa de la moneda, talleres califales, jardines y parque zoológico. Estas obras fueron completadas por al-Hakam II, si bien su esplendor fue efímero acabando con la ciudad las primeras revueltas de 1010 que concluyeron con la caída del califato.
Durante la construcción de Medina Azahara se desarrollan especialmente la técnica del ataurique para la decoración parietal de los salones y estancias, así como se consolida el denominado capitel de avispero como símbolo de la arquitectura califal.

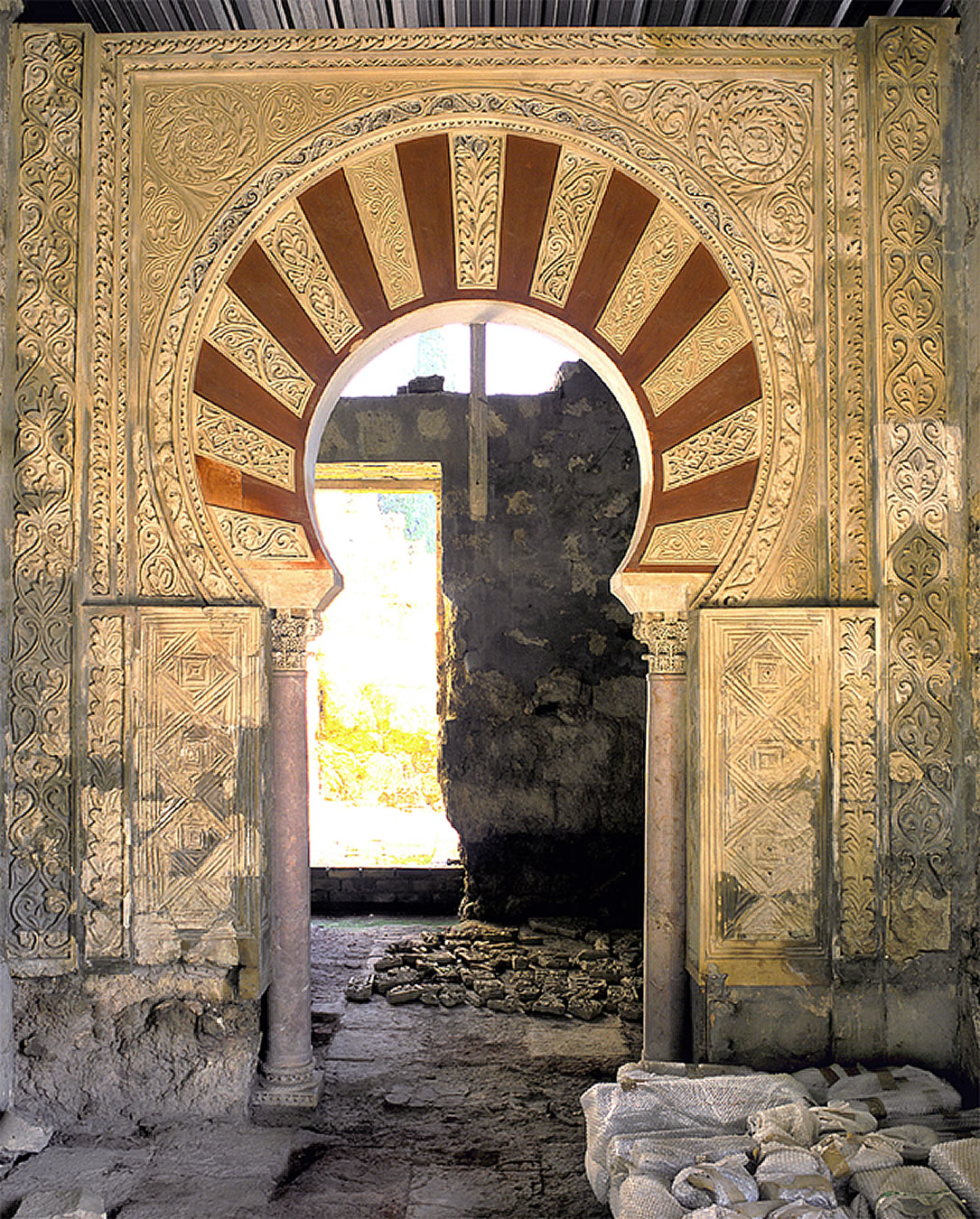
Alcoba de la Casa Real, Medina Azahara
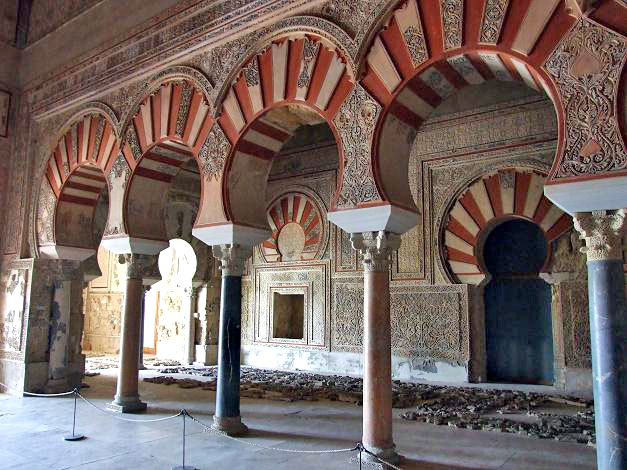
Interior del Salón de Abd al-Rahman III, Medina Azahara

#### Baños árabes de Córdoba
Según las fuentes clásicas, durante el período de esplendor del califato existieron hasta 4000 baños públicos o "hammam" en Córdoba. A pesar de que este número es cuestionado por los historiadores, debieron existir multitud de espacios destinados a los rituales religiosos de higiene. De todos ellos, solamente cuatro han llegado hasta nuestros días, algunos integrados en construcciones cristianas posteriores a la caída del califato. Los baños califales, construidos en el siglo X durante el período de Al-Hakam II, constituyen el único vestigio que queda hoy en día del Alcázar Califal. También de origen califal, y reutilizados en época cristiana, son los Baños árabes de la Pescadería y los Baños árabes de San Pedro (estos últimos con la peculiaridad de ser los únicos que quedan de los que se construyeron fuera de la medina). Por último, y muy cerca de la Mezquita de Córdoba, encontramos los Baños árabes de Santa María, aunque muy reformados en la actualidad al haber sido convertidos en casa de vecinos durante los siglos posteriores.

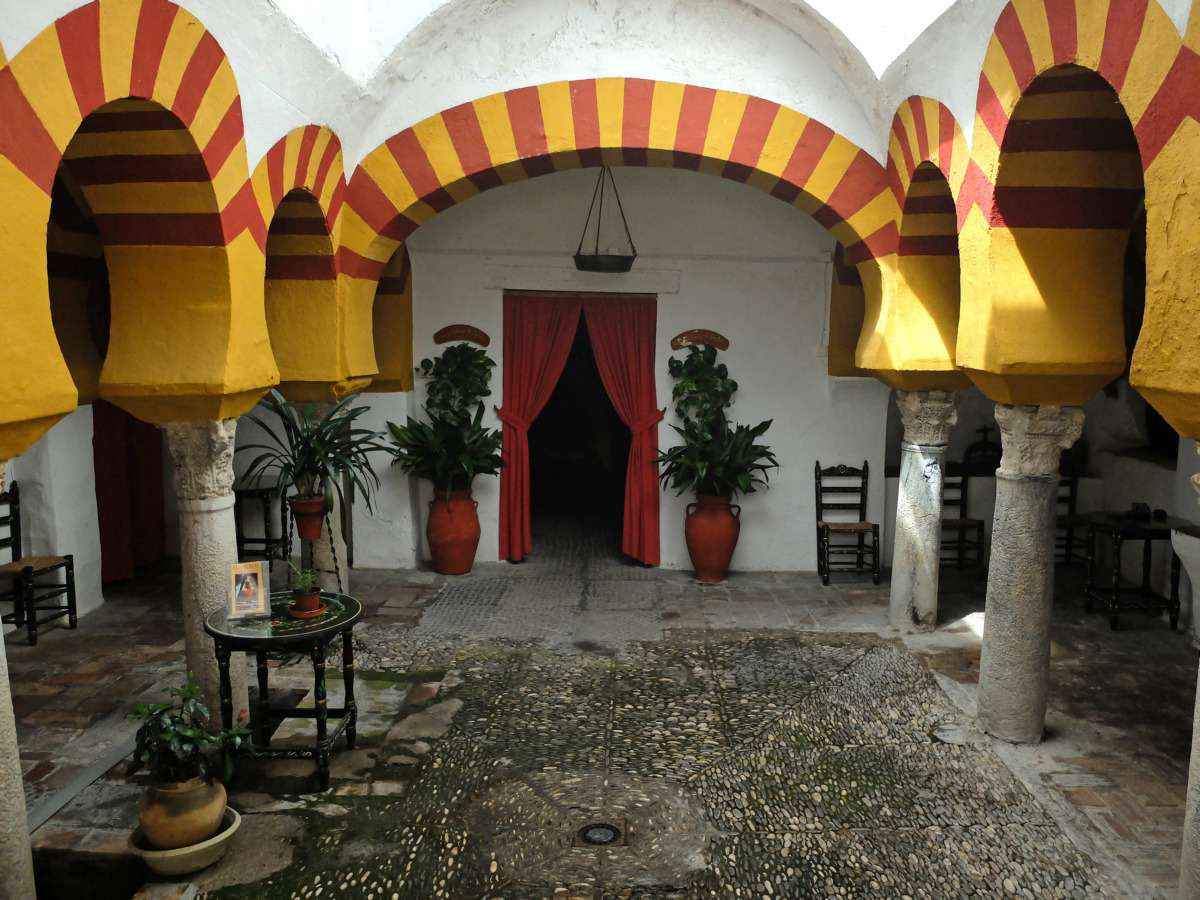
Sala templada de los Baños árabes de Santa María, actualmente convertida en patio
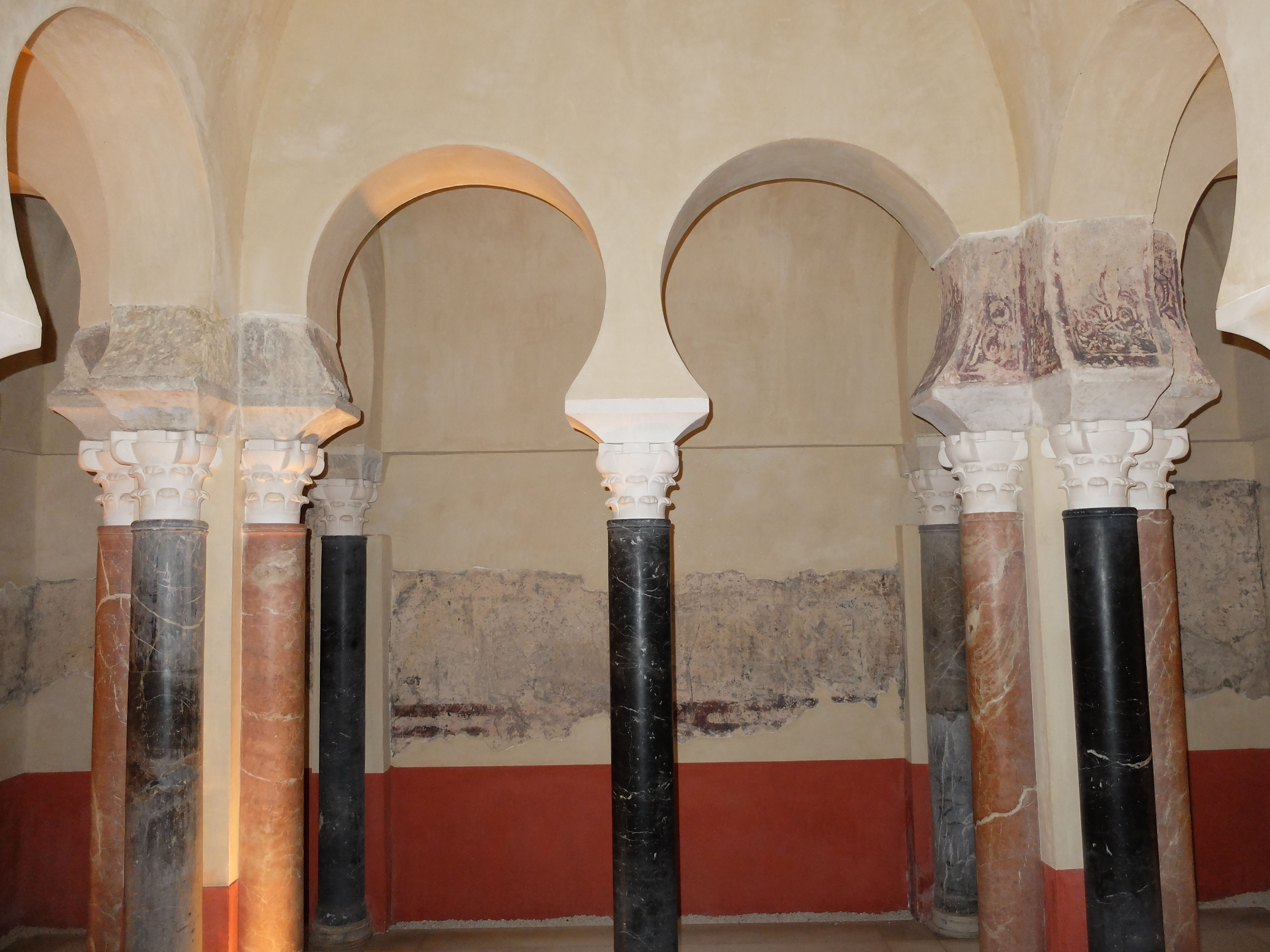
Restos originales de la sala templada de los Baños del Alcázar Califal

#### Otras manifestaciones
Existen también en Córdoba importantes vestigios de varias mezquitas de barrio, siendo el primero de ellos el alminar de la iglesia de San Juan de los Caballeros, que fue reutilizado como campanario de la citada iglesia tras la conquista cristiana de la ciudad. Es el alminar califal que más intacto ha llegado hasta nuestros días, dadas las escasas modificaciones que sufrió a lo largo de los siglos. Otro de los vestigios más importantes lo constituye la iglesia del convento de Santa Clara, donde se aprecian todavía una cantidad relevante de restos la estructura de la mezquita sobre la que se asienta, como el muro de qibla, el patio de abluciones, el alminar en un alto grado de conservación y un arco de herradura cegado que se aprecia desde la calle Osio. También conservan sendos alminares reconvertidos en campanario las iglesias de San Lorenzo y Santiago, construidas sobre antiguas mezquitas de barrio, en los que aún se observan restos de arcos geminados de herradura de época califal.

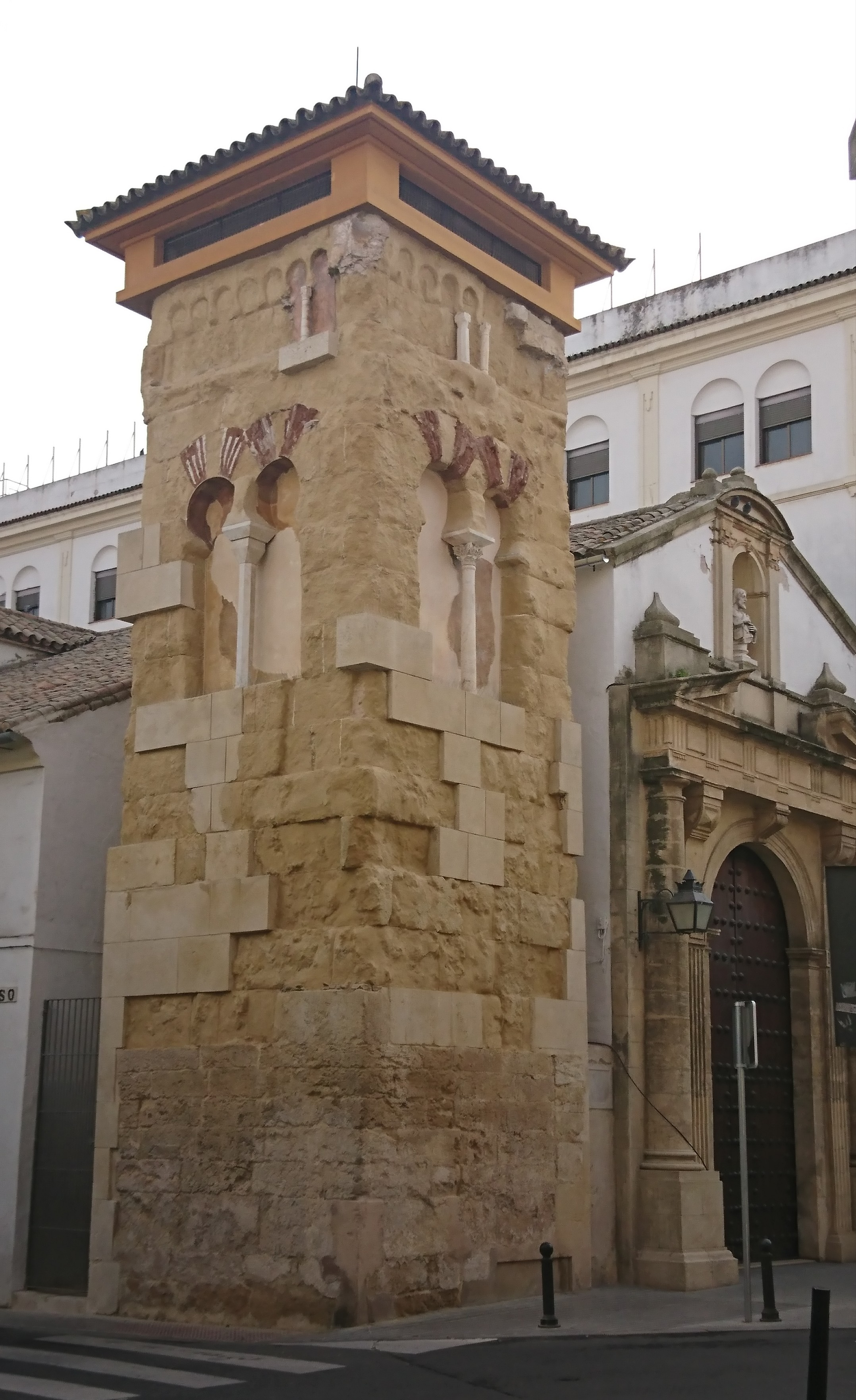
Alminar de San Juan, Córdoba
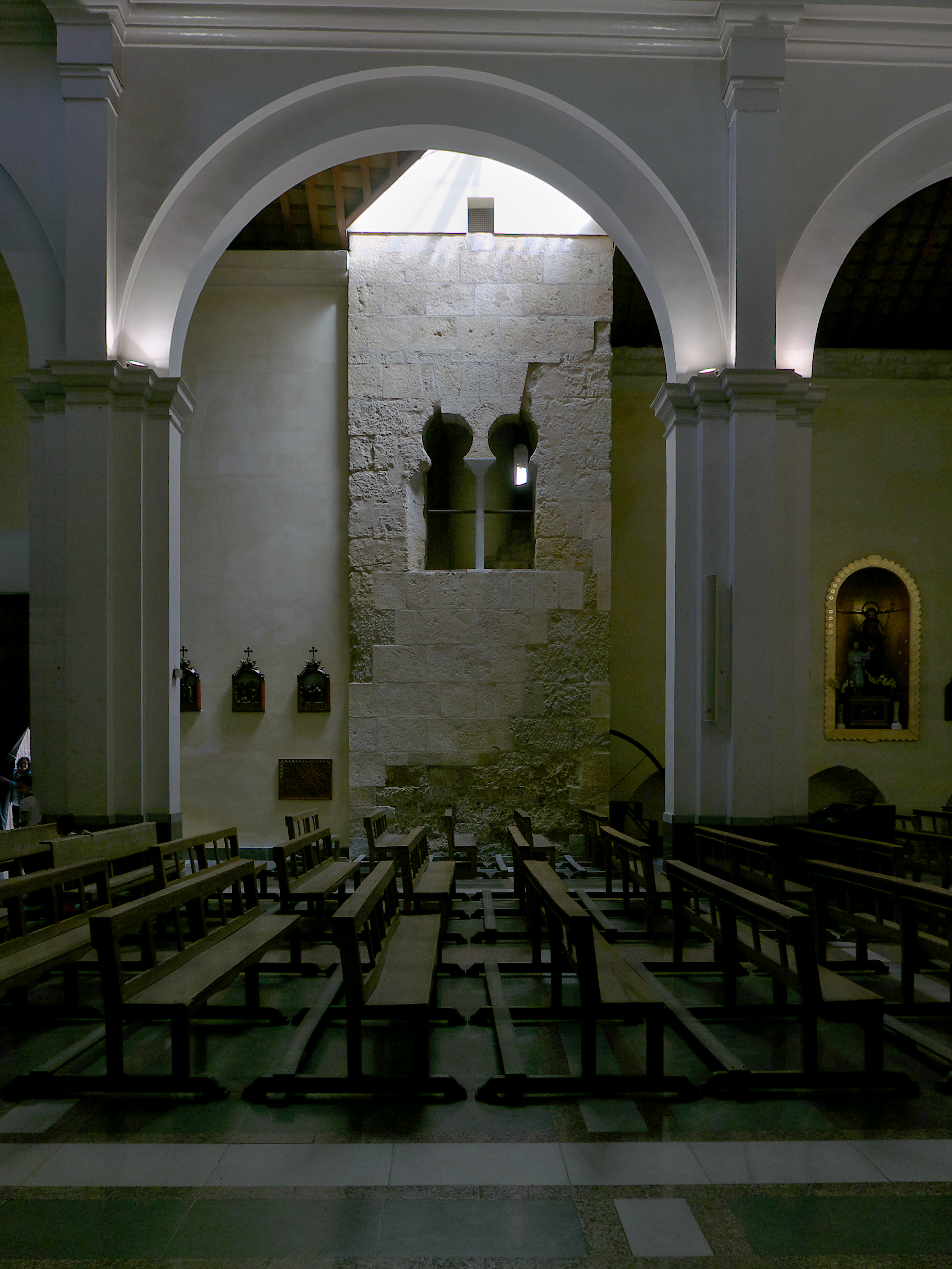
Restos del primitivo alminar reutilizado como campanario de la iglesia de Santiago, Córdoba

### Resto de la península ibérica

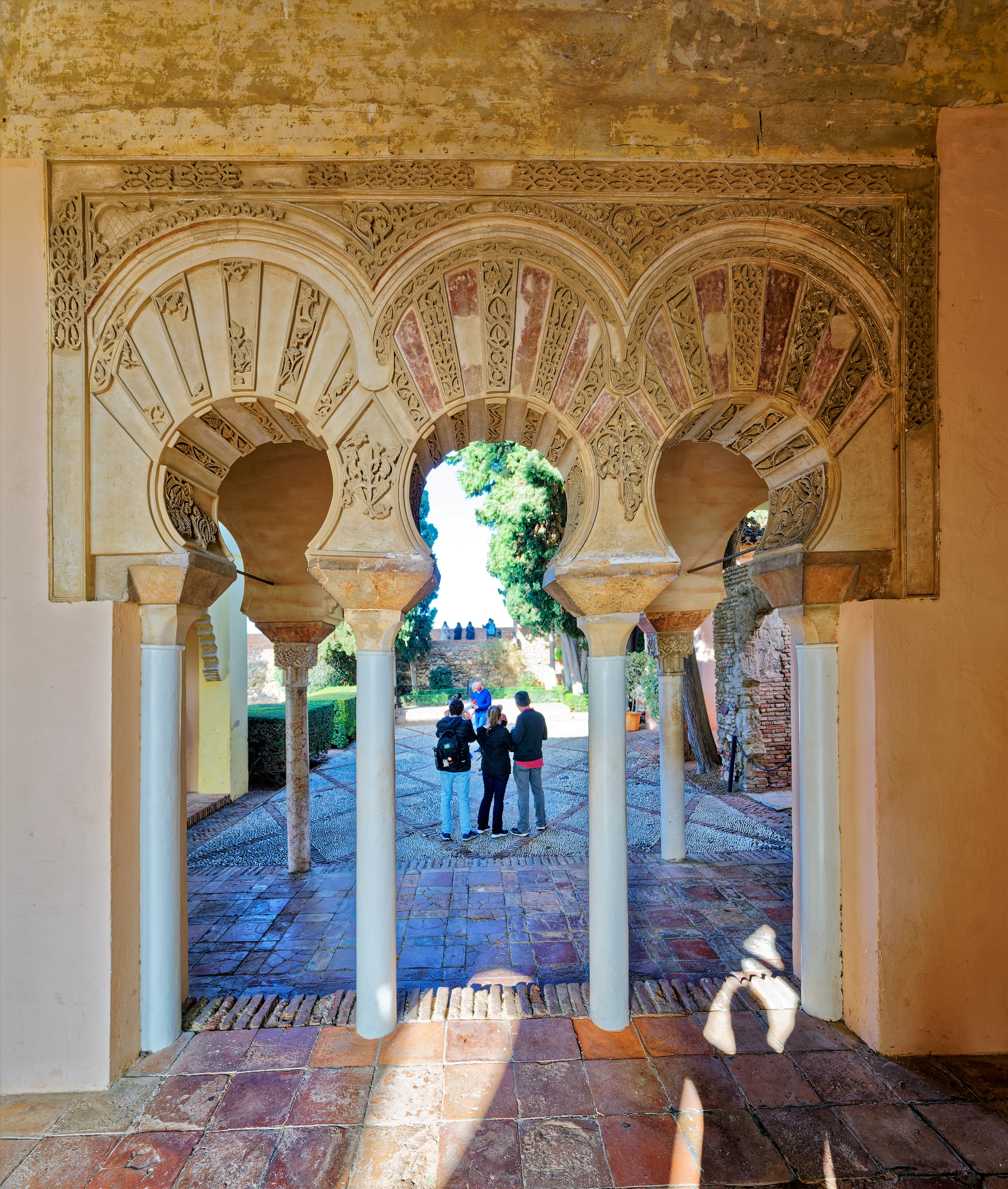
Arcos califales en la Alcazaba de Málaga.

De las empresas artísticas acometidas en época emiral sobresalen las ejecutadas durante el reinado de Abderramán II cuya corte acogió a numerosos artistas, modas y costumbres orientales. Impulsó, entre otras construcciones, las obras de la alcazaba de Mérida y mejoró las murallas de Córdoba y Sevilla.
En el resto del territorio peninsular también es patente el florecimiento artístico impulsado el califato. Testimonio de ello es la ciudad de Toledo, en la que aún se vislumbran restos de su fortificación así como algunos de los vestigios que definen su alcazaba, medina, arrabales y entorno, como la Puerta Vieja de Bisagra o Puerta de Alfonso VI.
Entre sus construcciones destaca la pequeña mezquita del Cristo de la Luz o de Bab al-Mardum. Su planta cuadrada, organizada en nueve tramos cupulados, presenta una planta y alzado que conecta con el modelo tunecino de la mezquita aglabí de Bu Fatata.
Aparte del carácter excepcional de Toledo, también ocupan un lugar destacado obras como la rábita de Guardamar del Segura (Alicante), el Castillo de Gormaz (Soria) o la ciudad de Vascos (Toledo).
En el plano religioso, destaca la Mezquita de Almonaster la Real (Huelva), siendo esta la única mezquita andalusí que se ha conservado casi intacta en España en una zona rural. Fue construida durante el período califal, entre los siglos IX y X, con material de acarreo procedente de una basílica visigoda anterior.

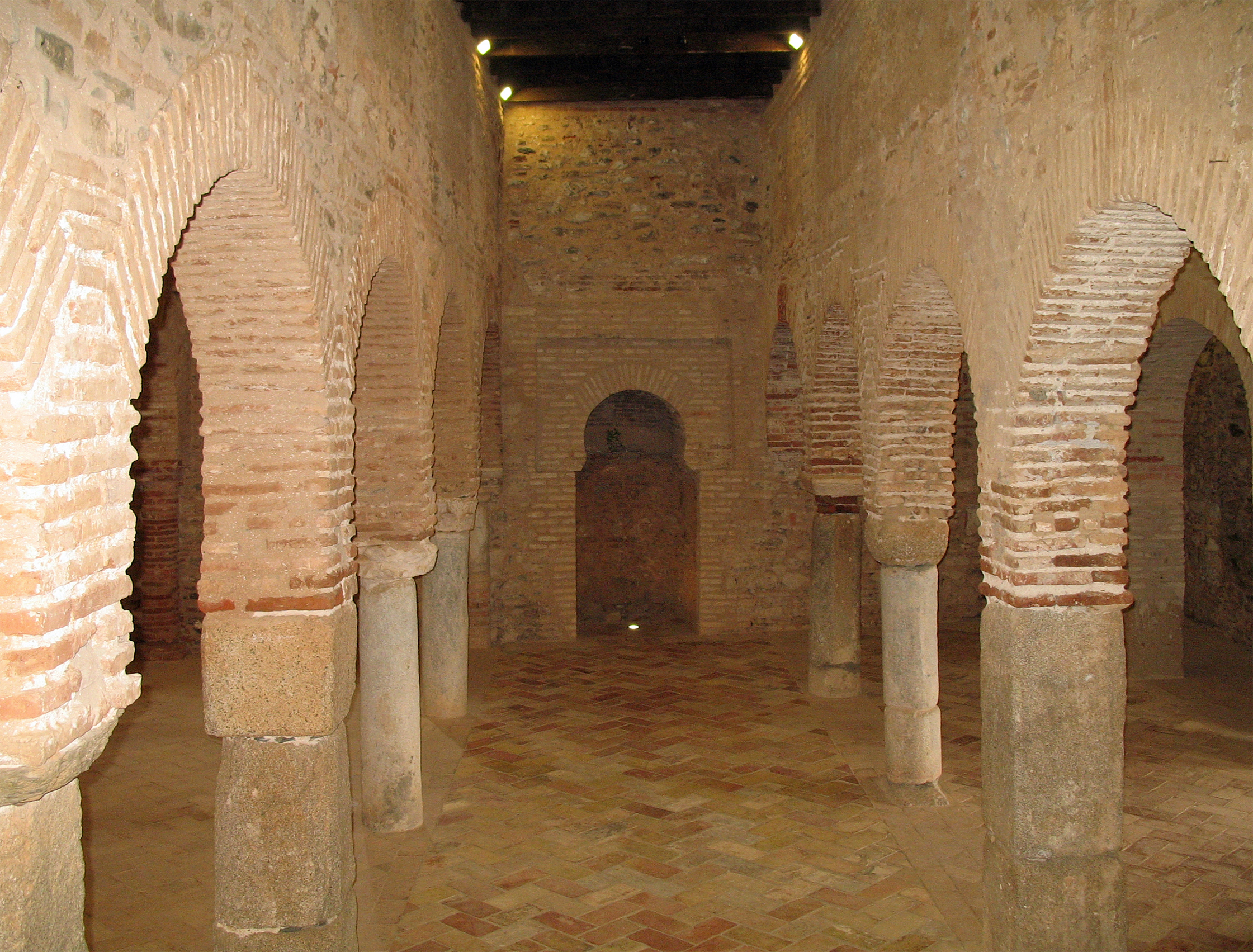
Naves de la Mezquita de Almonaster la Real, con el mihrab al fondo
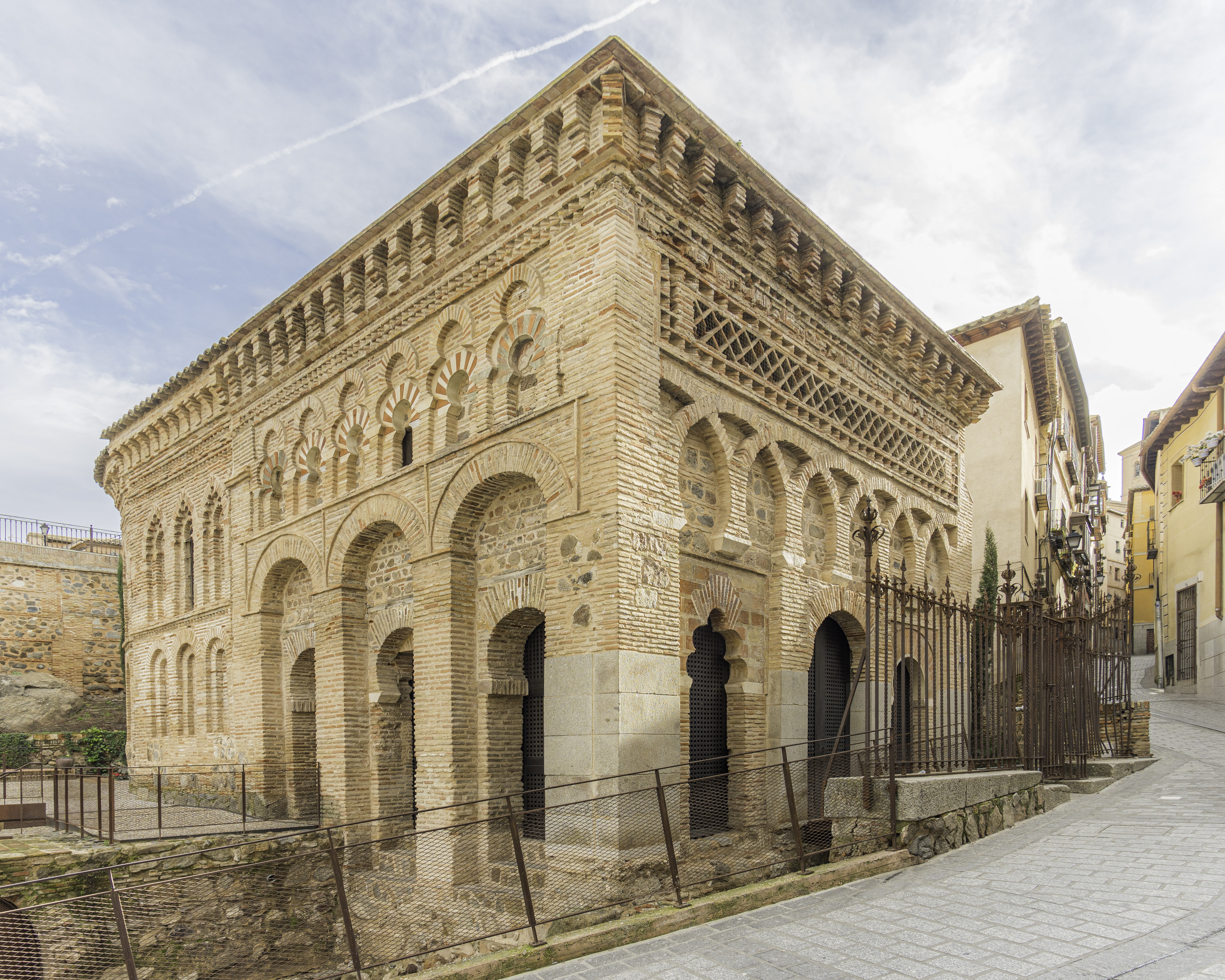
Mezquita de Bab al-Mardum, Toledo
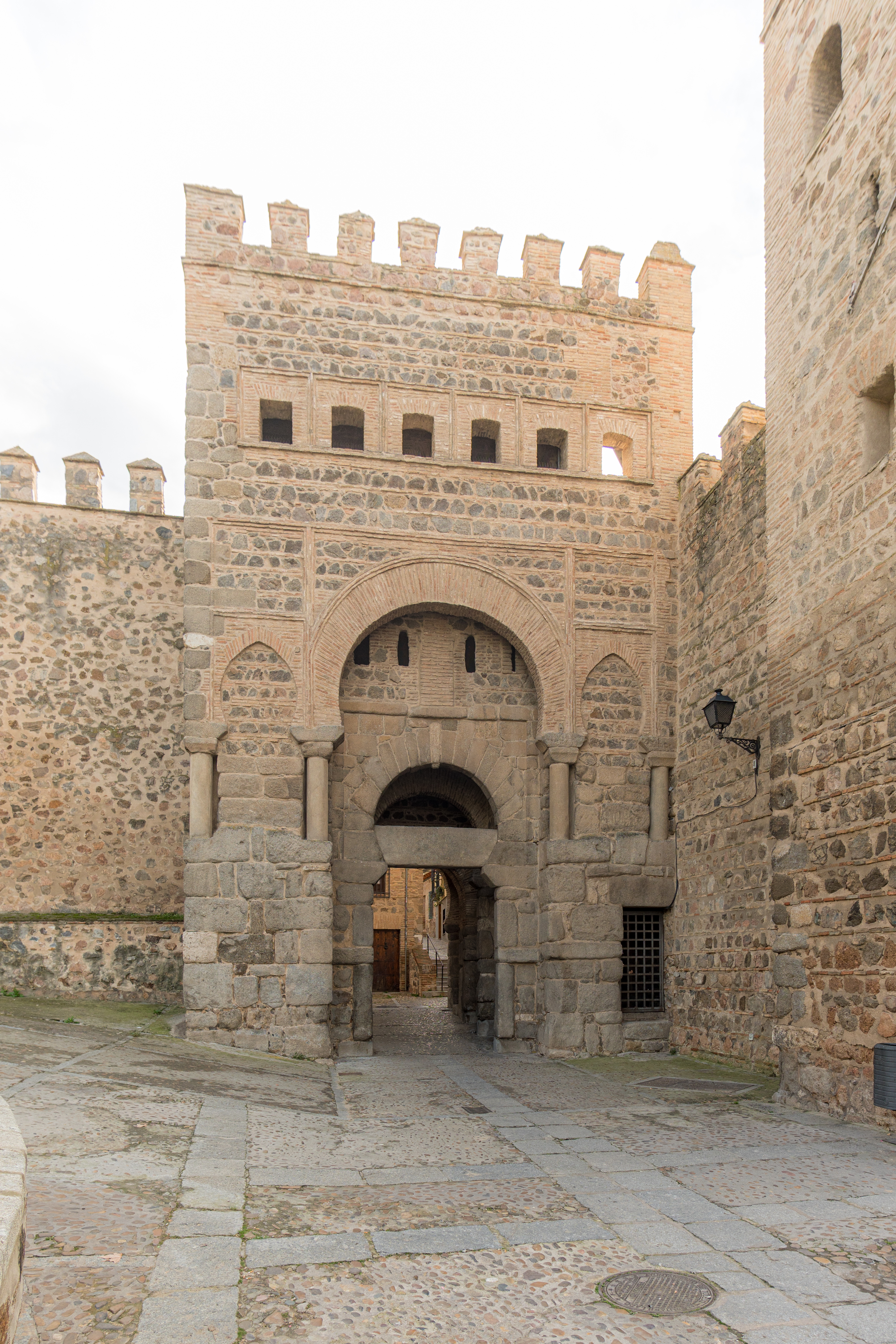
Puerta Vieja de Bisagra, Toledo

## Otras artes

### Marfil
El refinamiento reinante en la corte califal auspició la creación de manufacturas de lujo que, bajo el patrocinio real, se tradujeron en las más variadas expresiones artísticas. Destacan los trabajos en marfil en los que se realizaron objeto de uso palatino como botes y arquetas destinadas a guardar joyas, ungüentos y perfumes entre los que destacan el Bote de Zamora (Museo Arqueológico Nacional), destinado a la esposa de Alhakén II, y la Arqueta de Leyre (Museo de Navarra). En su profusa trama de vegetación suelen inscribirse escenas de corte al mismo tiempo que bandas con inscripciones epigráficas indican el destinatario e incluso el maestro que ejecutó la pieza.

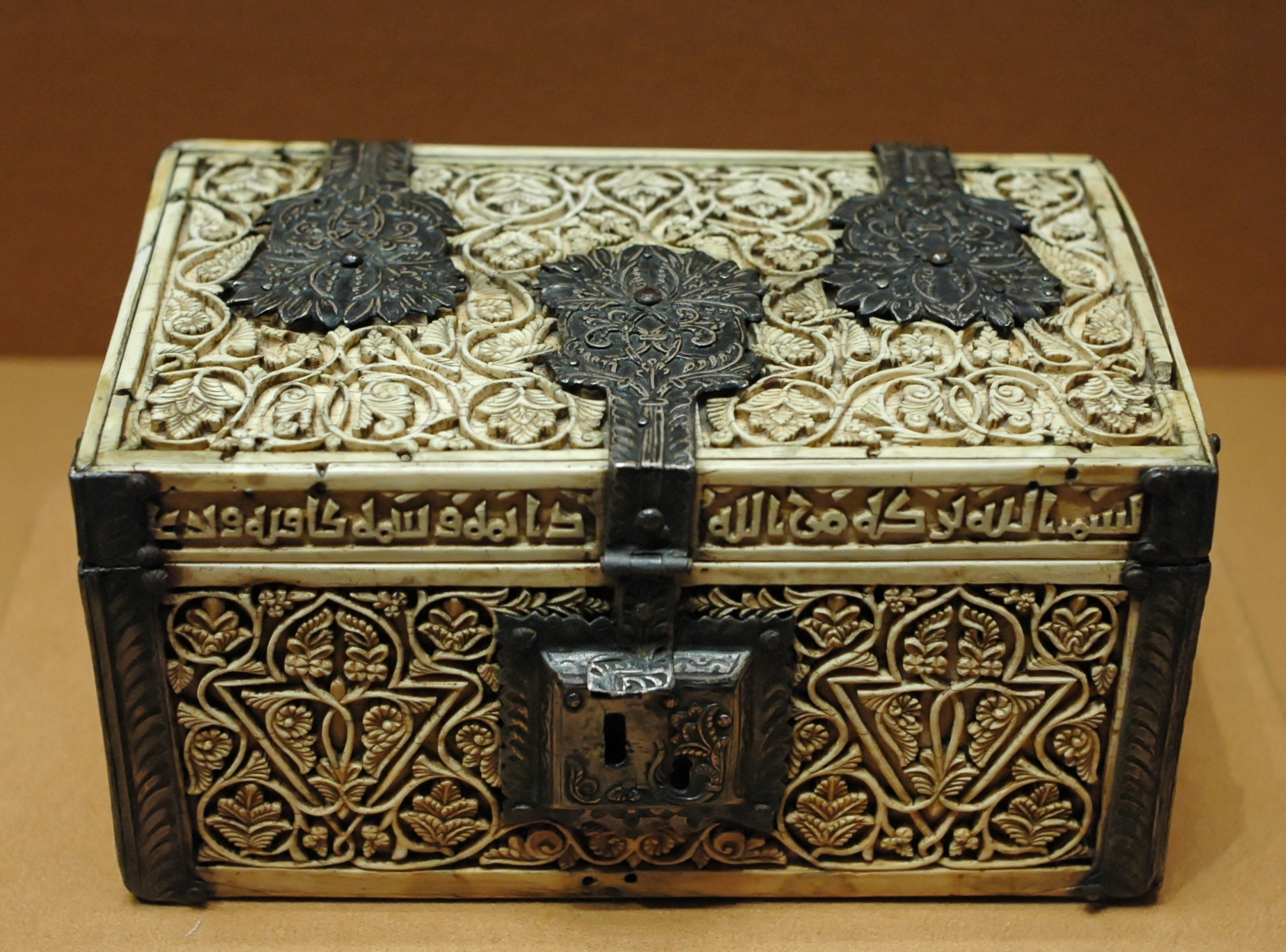
Arqueta de marfil de Medina Azahara, en el Museo del Louvre.

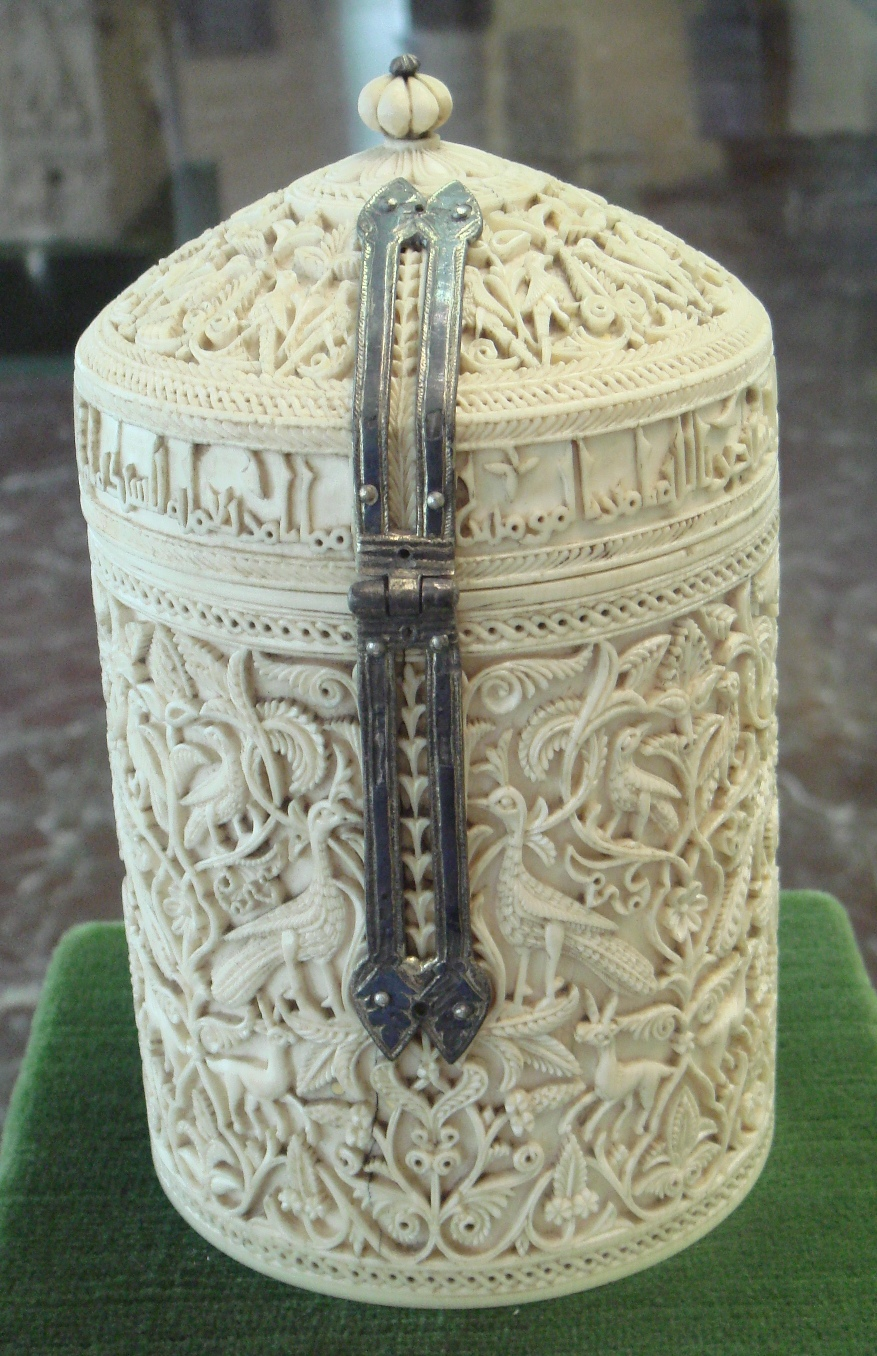
Bote de Zamora, en el Museo Arqueológico Nacional.

Las piezas de este material que conocemos hoy día se conservan gracias al aprecio cristiano que las destinó a relicarios para sus monasterios y catedrales, o para guardar joyas, ungüentos y perfumes. Básicamente responden a la tipología de botes y arquetas, siendo los primeros de forma cilíndrica con tapa semiesférica, y las segundas de forma prismática rectangular, con tapa plana o troncopiramidal. Siempre son piezas de pequeño formato, generalmente oscilan entre 11'5 y 7'5 cm.

### Tejido
Los monarcas, al igual que en Bagdad y El Cairo, organizaron su propia fábrica de tejidos o tiraz cuya fundación marca el comienzo de la historia de la producción de tejido de seda en Al-Ándalus. Sus motivos vegetales y figurados, geometrizados, se inscriben en medallones formando bandas tal como aparecen en el velo o almaizar de Hixam II que, a modo de turbante, le cubría la cabeza colgándole hasta los brazos.

### Metal

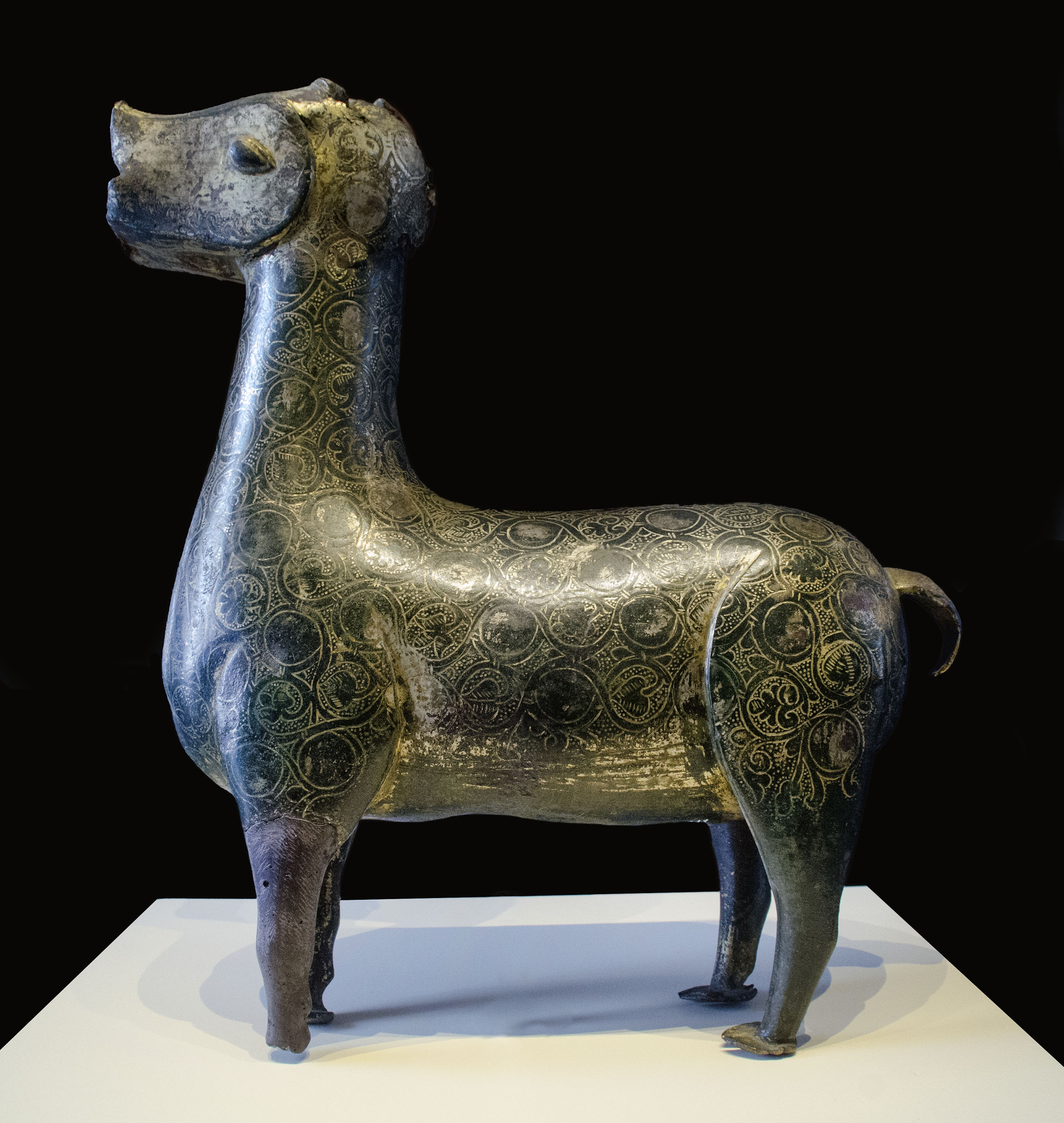
Cierva de Medina Azahara, en el Museo Arqueológico Nacional.

Existieron también talleres que trabajaron el bronce cuyas figuras representan leones y ciervos con el cuerpo cubierto de círculos tangentes que evocan tejidos y que, posiblemente, sirvieron como surtidores de fuentes. Su paralelismo formal y estilístico con piezas fatimíes ha motivado controversias sobre la filiación de alguna de las piezas. Se conservan varios ejemplares de figuras de cervatillos, como el Cervatillo de Medina Azahara, en el Museo Arqueológico de Córdoba, y la Cierva de Medina Azahara, en el Museo Arqueológico Nacional,

### Cerámica

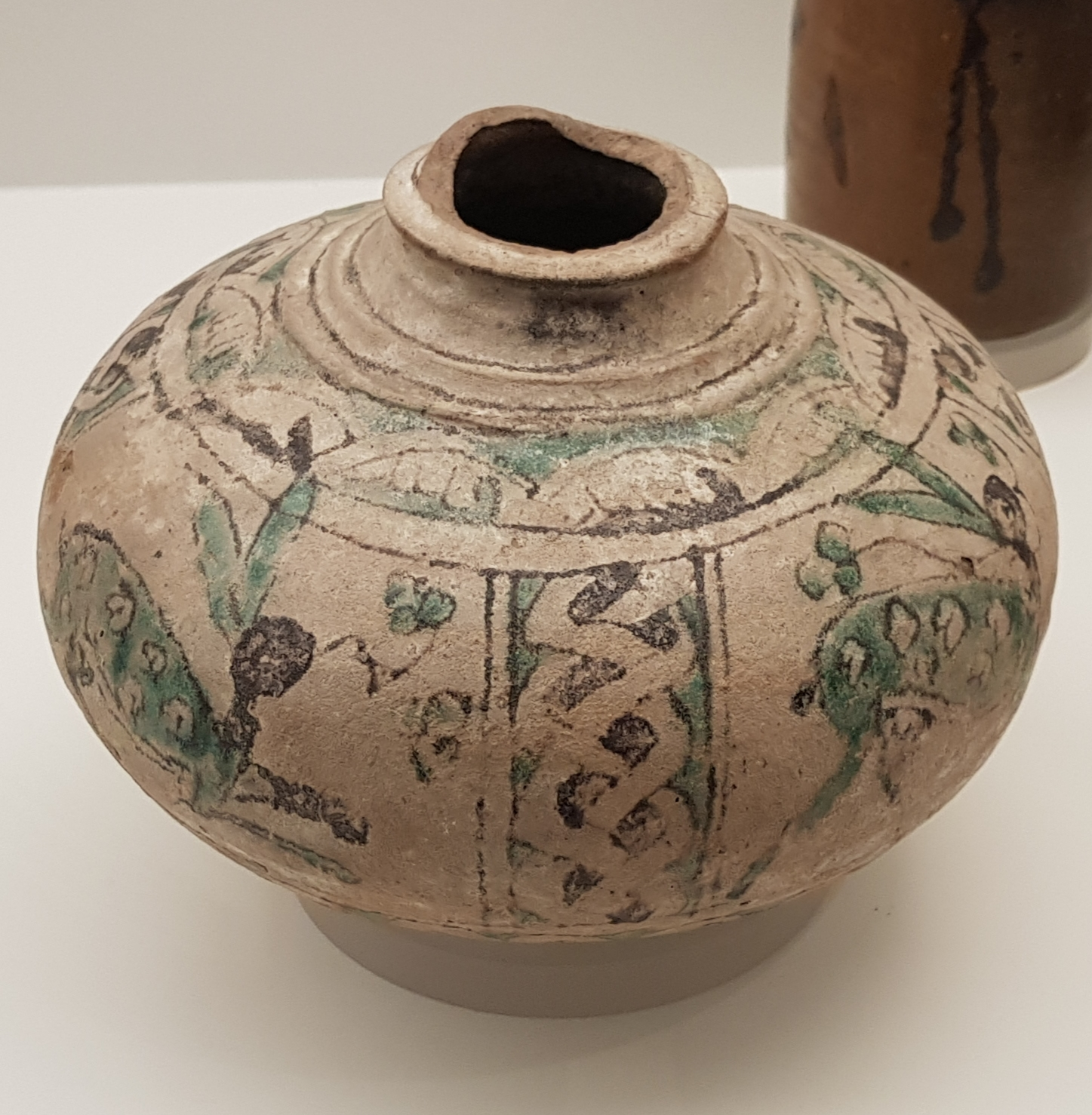
Jarro de las liebres, procedente de Medina Elvira, conservado en el Museo Arqueológico de Granada.

La cerámica cuenta con un tipo de producción conocida como "verde y manganeso". Su decoración a base de motivos epigráficos, geométricos y una fuerte presencia de motivos figurados se consigue mediante la aplicación de óxido de cobre (verde) y óxido de manganeso (IV) (morado).

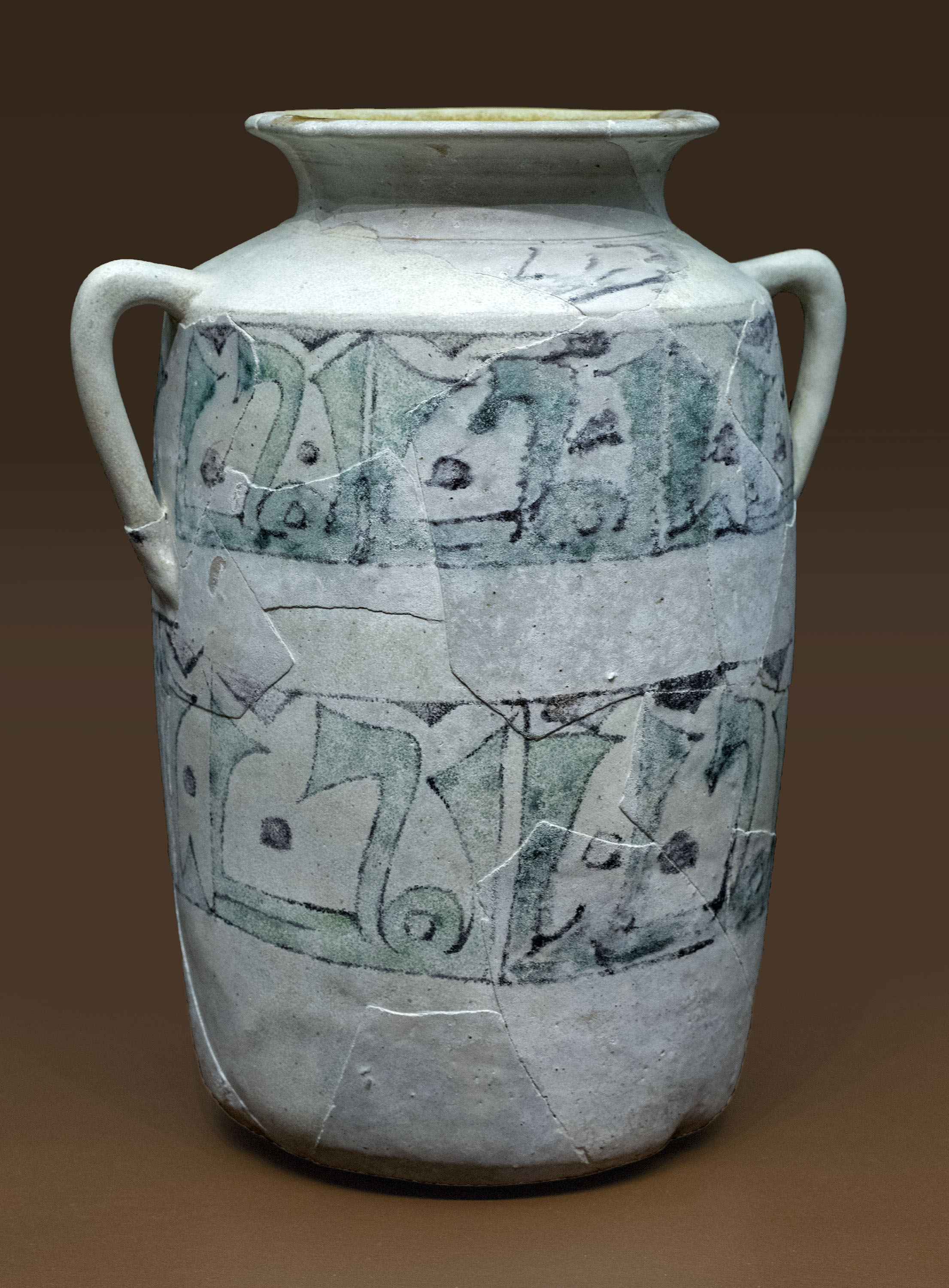
Tarro de cerámica verde manganeso, en el Museo de Medina Azahara
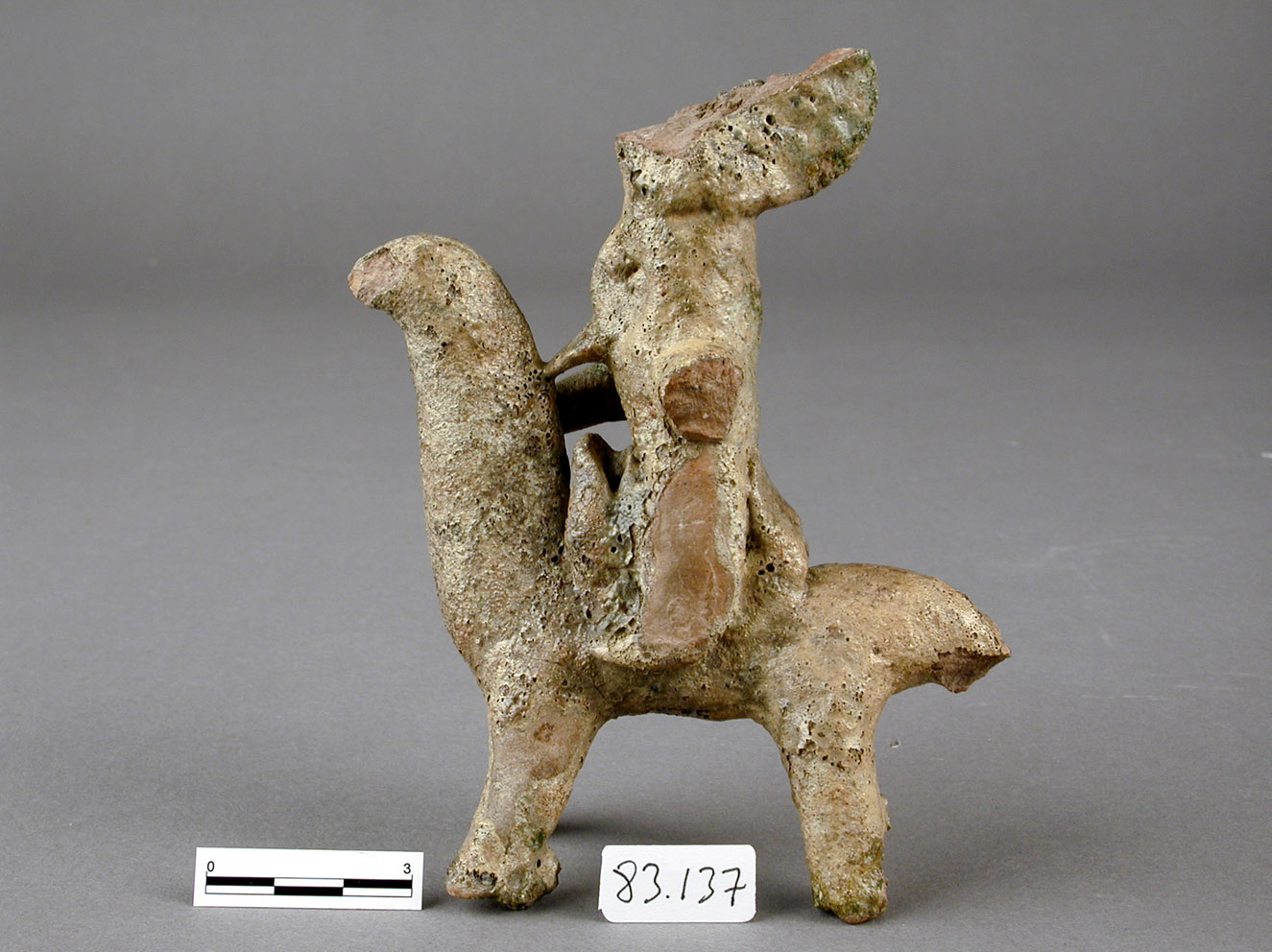
Caballero de juguete procedente de Pechina, Almería datado entre 885 y 915.